# ペルシコ・ドージモ
ペルシコ・ドージモ（伊: Persico Dosimo）は、イタリア共和国ロンバルディア州クレモナ県にある、人口約3,300人の基礎自治体（コムーネ）。

## 地理

### 位置・広がり

#### 隣接コムーネ
隣接するコムーネは以下の通り。
- カステルヴェルデ
- コルテ・デ・フラーティ
- クレモーナ
- ガデスコ＝ピエーヴェ・デルモーナ
- グロンタルド
- ポッツァーリオ・エドゥニーティ

### 気候分類・地震分類
気候分類では、zona E, 2389 GGに分類される。
また、イタリアの地震リスク階級 (it) では、zona 3 (sismicità bassa) に分類される。

## 行政

### 分離集落
ペルシコ・ドージモには、以下の分離集落（フラツィオーネ）がある。
- Bertana Boccida, Bettenesco, Dosimo (sede comunale), Persichello, Persico, Quistro, Barbiselle